# Bufexamaco
Bufexamaco ou bufexamac (em latim: bufexamacum) é um fármaco anti-inflamatório. É utilizado numa série de processos inflamatórios periféricos tais como: tendinites, bursites, reumatismos, etc. Atua por inibição de síntese de prostaglandinas.